# Onze-Lieve-Vrouw-van-Lourdeskapel (Jette)
De Onze-Lieve-Vrouw van Lourdeskapel (Frans: Chapelle de Notre-Dame-de-Lourdes), vroeger de Onze-Lieve-Vrouw van Lourdeskerk, is een kerkgebouw in de Belgische gemeente Jette in het Brussels Hoofdstedelijk Gewest. De kapel staat aan de Leopold I-straat op de plaats waar de Amélie Gomandstraat hierop uitkomt, in de wijk Esseghem. De modernere Onze-Lieve-Vrouw van Lourdeskerk staat ongeveer 250 meter naar het zuidwesten.
De kerk is gewijd aan Onze-Lieve-Vrouw van Lourdes en staat op/naast het Onze-Lieve-Vrouw van Lourdesdomein.

## Geschiedenis
In 1913 werd in Jette de Onze-Lieve-Vrouw van Lourdeskerk gebouwd voor de parochie Onze-Lieve-Vrouw van Lourdes.
Tot 1924 werd de parochie zelfstandig en was ze niet langer de dochterparochie van Onze-Lieve-Vrouw van Laken.
Reeds voor de Tweede Wereldoorlog was de kerk te klein geworden door de bevolkingsontwikkeling van de wijk en er werd opdracht gegeven om een nieuwe parochiekerk te ontwerpen.
Op 9 mei 1948 werd de eerste steen gelegd op een perceel aan de Charles Woestelaan om aldaar een nieuw kerkgebouw te bouwen, de Onze-Lieve-Vrouw van Lourdeskerk, die op 10 oktober 1954 werd ingewijd. Sinds de inwijding werd de Onze-Lieve-Vrouw van Lourdeskerk aan de Leopold I-straat gebruikt als kapel bij de Lourdesgrot. 

## Gebouw
Het neo-gotische bakstenen kerkgebouw bestaat uit een toegangsportaal met daarboven een lage klokkentoren en een schip met zeven traveeën. De klokkentoren wordt gedekt door een tentdak. De zijmuren zijn voorzien van steunberen.